# Genoveva de París
Genoveva de París (en francés, Geneviève, en latín: Genovefa, latinización del fráncico *kenowīfa o *Kenuwefa, formado de keno, 'género' o 'raza', y wefa, 'mujer') (Nanterre, c. 420 - París, c. 502, según las fuentes y la tradición) fue una virgen francesa, venerada como santa por la Iglesia católica. Fue nombrada patrona de la ciudad de París y de su Gendarmería. Su vida es conocida gracias a una Vida de Santa Genoveva escrita hacia 520, alrededor de dieciocho años después de su muerte.

## Biografía

### Infancia
Su padre, Severo (en latín, Severus), era probablemente un franco romanizado, y su madre, Geroncia, de ascendencia griega. Se entrega a Dios muy joven, llevando una vida consagrada y ascética probablemente desde los 16 años de edad. 
Genoveva pudo haber nacido entre el año 419 y el 423 en la pequeña aldea de Nanterre, cerca de París. Su padre poseía una pequeña casa de campo y un rebaño de ovejas que proveía la lana para que su esposa, Geroncia, la hilara. Cuando Genoveva alcanzó edad suficiente, se hizo cargo de apacentar las ovejas a orillas del río Sena, o en las vertientes del monte Valerio. A la edad de siete años, impresionada por las vidas de los santos que sus padres le contaban en las noches, Genoveva prometió consagrar su vida a Dios.

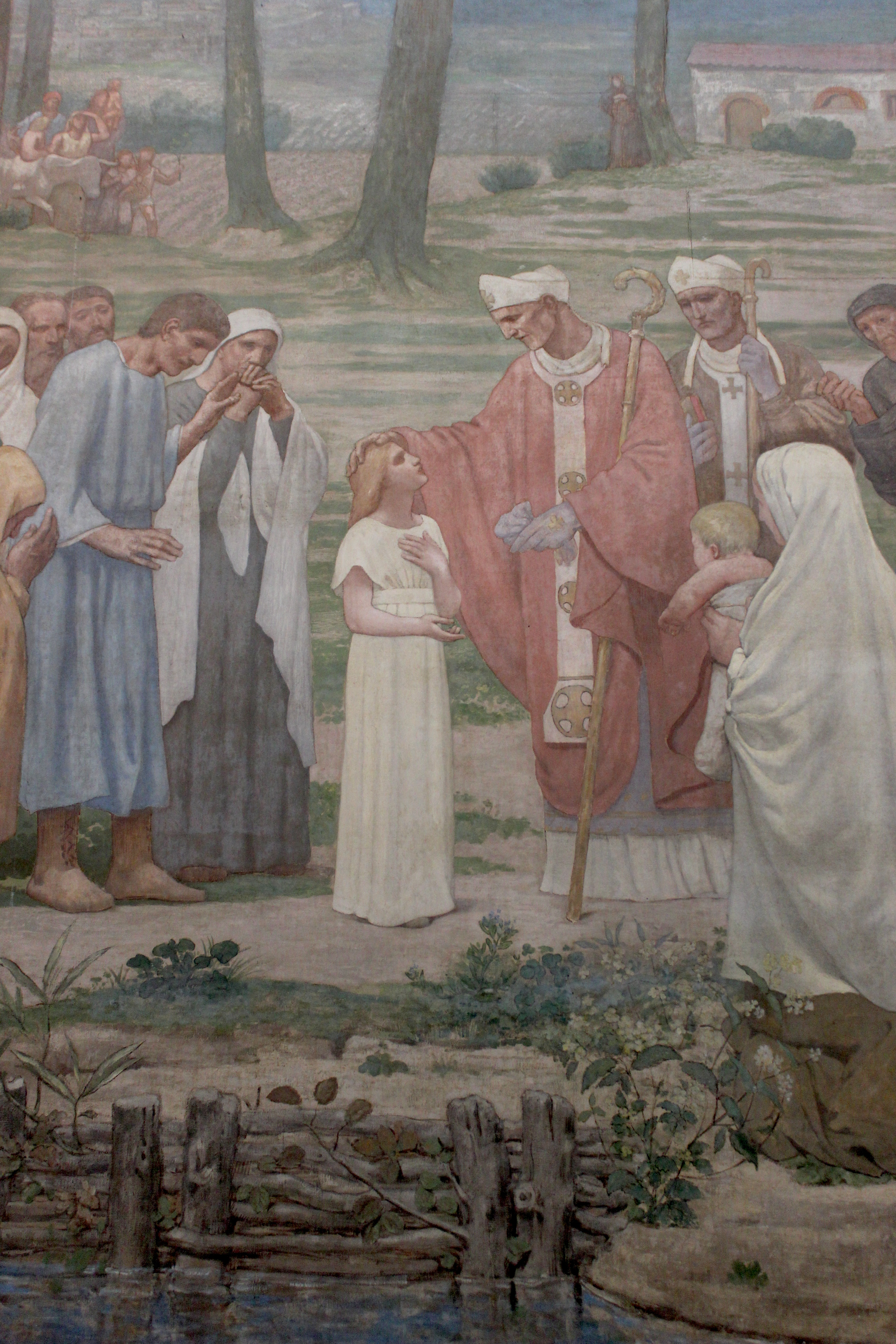
Santa Genoveva ante los obispos Germán y Lupo.

Cierto día, cuando Genoveva tenía ya diez años, llegó a la aldea de Nanterre la noticia de que dos de los más ilustres obispos de las Galias iban a pasar por allí. A los pocos días llegaron Germán, obispo de Auxerre, y Lupo, obispo de Troyes (posteriormente, San Germán y San Lupo), quienes se dirigían a la Bretaña francesa por orden del Papa Celestino I para combatir la herejía de Pelagio (pelagianismo), que negaba el pecado original. Los dos obispos se detuvieron en una pequeña iglesia que había en Nanterre dedicada al mártir San Mauricio. Todos los aldeanos fueron a recibir su bendición. Durante un sermón que el obispo Germán dio a la comunidad, se dice que una luz sobrenatural comenzó a brillar sobre la frente de la niña Genoveva. Entonces el obispo la llamó, le besó la frente y le profetizó a sus padres que esa niña sería grande ante el Señor, y que encaminaría a muchos infieles y pecadores que con su intercesión alcanzarían la salvación. La niña le dijo entonces al obispo que le había prometido al niño Jesús que sería su esposa, y el obispo le repuso que Dios había aceptado su ofrecimiento, y que debía volver al día siguiente para ser desposada. Al otro día, Genoveva llegó con sus padres a la iglesia, donde el obispo Germán, poniéndole su mano sobre la cabeza, la consagró a Dios y le colgó en el cuello una medalla de cobre que tenía grabada la señal de la cruz.

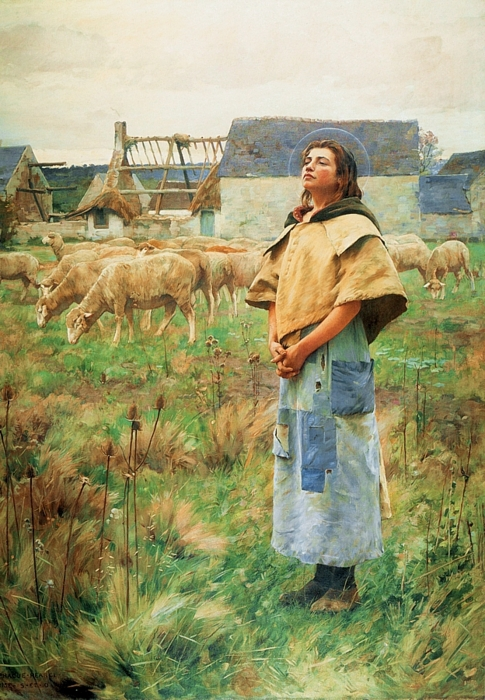
Santa Genoveva en una pintura de Charles Sprague Pearce (1887).

Después de la partida de los obispos, Genoveva se volvió cada vez más retraída y solitaria, y se decía que tenía visiones de los ángeles que descendían y le hablaban mientras ella apacentaba su rebaño. 
Un día, el padre de Genoveva se disponía a ir a la iglesia; entonces Genoveva se ofreció a acompañarle, pero su madre, Geroncia, por algún capricho inexplicable, se opuso a que Genoveva fuera y la regañó, al punto de darle una bofetada. En ese mismo instante, Geroncia perdió la vista. Este hecho entristeció tanto a Genoveva, que día y noche rogaba a Dios para que su madre recobrara la vista, mientras que Geroncia reconoció su falta y aceptó el hecho como un castigo merecido. Dos años pasaron cuando una mañana Geroncia envió a su hija al pozo por agua, y mientras la niña llenaba la cántara con agua, sus lágrimas, que resbalaban por sus mejillas, caían a la misma cántara. Entonces llevó el agua a su madre, y haciéndole la señal de la cruz, se la dio para que se lavara el rostro. Al hacerlo, Geroncia recuperó la vista, y desde entonces se hicieron famosos los pozos milagrosos de Nanterre.

### Consagración religiosa
Cuando cumplió quince años, Genoveva fue a París con el deseo de consagrarse en la comunidad religiosa. El obispo de París, llamado Flaviano, quien ya conocía la fama de Genoveva, la consagró, pero como no había aún conventos en aquella región, Genoveva se dispuso a llevar la vida religiosa en la casa de sus padres, quienes murieron poco después. La herencia que recibió de sus padres la repartió en limosnas a los pobres, y se fue a vivir a casa de su madrina, que vivía en París. Allí comenzó a practicar penitencias, como no comer más alimento del estrictamente necesario para vivir, al punto de que llegó a comer sólo dos veces por semana, el domingo y el jueves. Tiempo después, cayó enferma de lepra, y luego padeció una parálisis completa durante tres días. Entonces comenzó a ser atacada por sus vecinos, quienes la tachaban de loca, hipócrita y fanática.

### Salvación de París

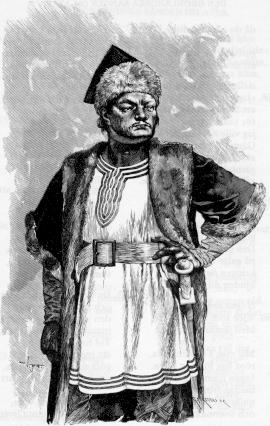
Atila, rey de los hunos.

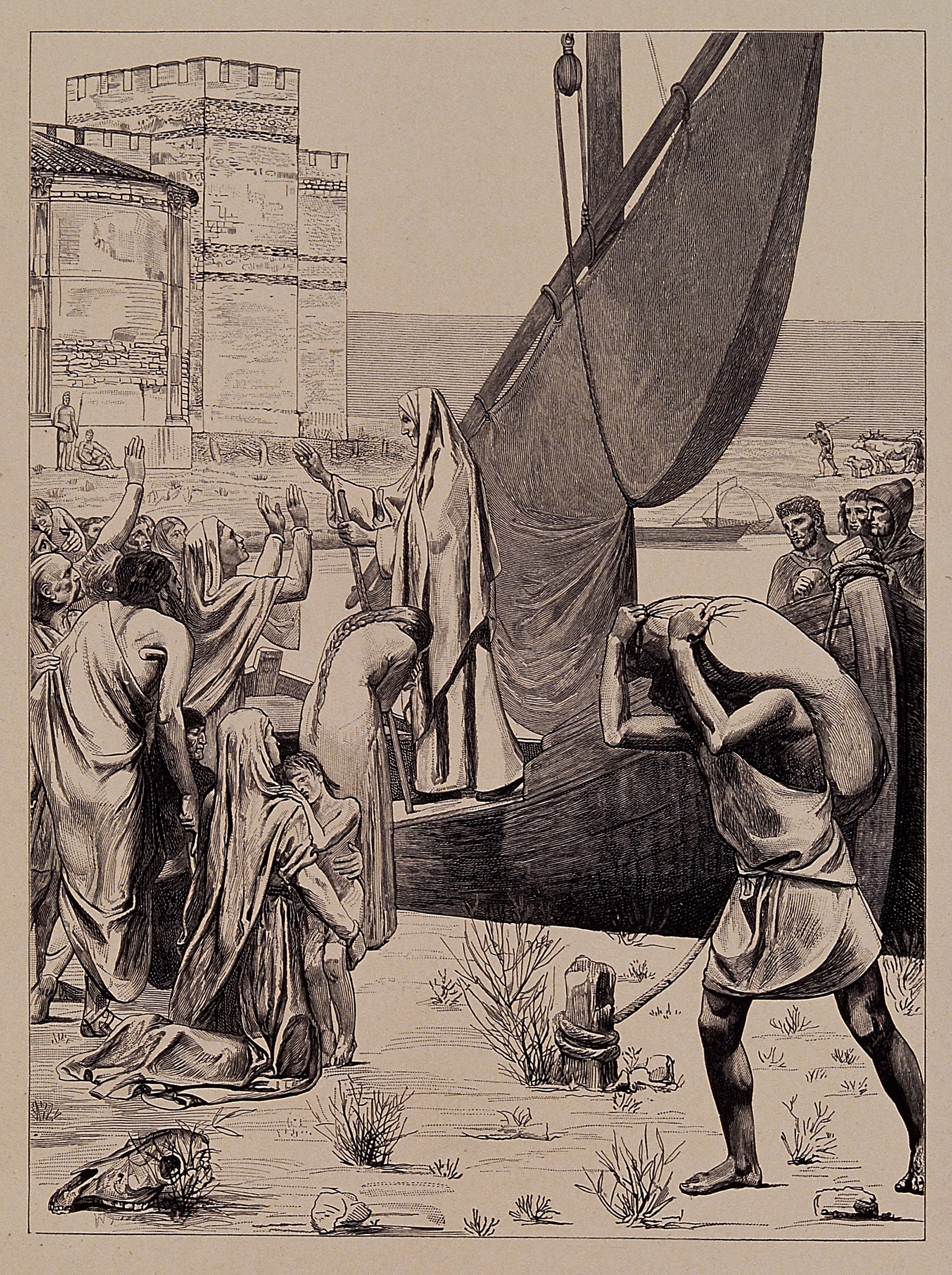
Santa Genoveva repartiendo víveres en París.

Hacia el año 450, Atila, rey de los hunos, vadeó el Rin y extendió el terror por Europa al mando de su feroz ejército. En 451, al aproximarse Atila a París, el obispo Germán ordenó rogativas públicas para que Dios salvara la ciudad. Entonces Genoveva, que sólo tenía veintiocho años, salió de su celda con una fuerza y vitalidad renovadas y encontró a los hombres de la ciudad reunidos en asamblea, temerosos y dubitativos sobre la decisión que debían tomar. Genoveva convenció entonces a los habitantes de París de no abandonar la ciudad ni entregarla a los hunos. Animó a los parisinos a resistir la invasión con estas palabras célebres: «Que los hombres huyan, si lo desean, si no son capaces de luchar más. Nosotras, las mujeres, rogaremos tanto a Dios, que Él atenderá nuestras súplicas». Estas palabras llenaron de valor al pueblo, que se preparó para la defensa de la ciudad. Atila fue derrotado en los campos Catalaunicos. Poco después, los ejércitos romanos de Teodorico y Merovingio derrotaron a Atila.
Después París se vio amenazada por la invasión de los francos, desde el Sena, rodearon las murallas de París construida por los romanos, asolada por una gran hambruna y carestía por la escasez de alimentos, las malas cosechas y la pobreza del pueblo. Mucha gente se moría de hambre en las calles. Genoveva reunió entonces a los hombres más fuertes y capaces de la ciudad, hizo construir varias barcas de transporte y partió con los hombres río arriba, buscando víveres. Poco después regresaron con las barcas llenas de los alimentos que habían recolectado, y Genoveva encabezó la repartición de alimentos que salvaron a gran parte de la población de París. Childerico, rey de los francos, aprovechando la ausencia de Genoveva, se apoderó de la ciudad, al saber de su regreso ordenó cerrar las murallas. Al saber la pastora respecto a la condena de muerte de algunos ciudadanos entró sin ser reconocida durante una orgía de los francos e imploró la amnistía de los indefensos. El líder franco se doblegó ante la influencia de la doncella, liberó a los prisioneros y perdonó a París. Por estos hechos, así como por los ocurridos durante la amenaza de Atila, Santa Genoveva fue posteriormente declarada patrona de París.

### Últimos años
Poco después, Genoveva fundó, junto con otras jóvenes, el primer convento femenino de París, del cual fue nombrada priora. Una de las prácticas piadosas de Genoveva fue visitar las tumbas de los obispos de las Galias, especialmente las de San Dionisio, San Ireneo de Lyon y San Martín de Tours, de los cuales era muy devota. Se dice que por las aldeas por donde pasaba Genoveva se iban efectuando muchos milagros y de haber visto abrazar el cristianismo a Clodoveo, hijo de Childerico, fundador de la dinastía merovingia. 
Una noche, cuando Genoveva visitaba la tumba de San Dionisio en París, junto con una compañera, se desató una tormenta que hizo que la otra muchacha soltara el cirio que llevaba en la mano para alumbrarse. Genoveva buscó a tientas el cirio en el piso, y al agarrarlo, este se encendió sola de forma milagrosa. Poco después Genoveva hizo construir allí un hermoso oratorio dedicado a San Dionisio, en donde tiempo después se construyó la Basílica de Saint-Denis. La tradición popular afirmaba que los que levantaron la cera derramada del cirio de Genoveva recibieron grandes y portentosos milagros.
Genoveva murió entre el 502 y el 512, y su hagiografía fue escrita unos doce años después de su muerte, en latín, por Gregorio de Tours. Fue canonizada por los votos del pueblo de París, y su festividad se celebra el 3 de enero.

### Hechos posteriores
Durante la Revolución francesa, en 1793, los revolucionarios profanaron la tumba de Santa Genoveva y arrojaron sus restos al río Sena, aunque actualmente aún se conserva la tumba. Posteriormente, entre 1802 y 1807, la abadía edificada en su nombre fue demolida.

## Iconografía

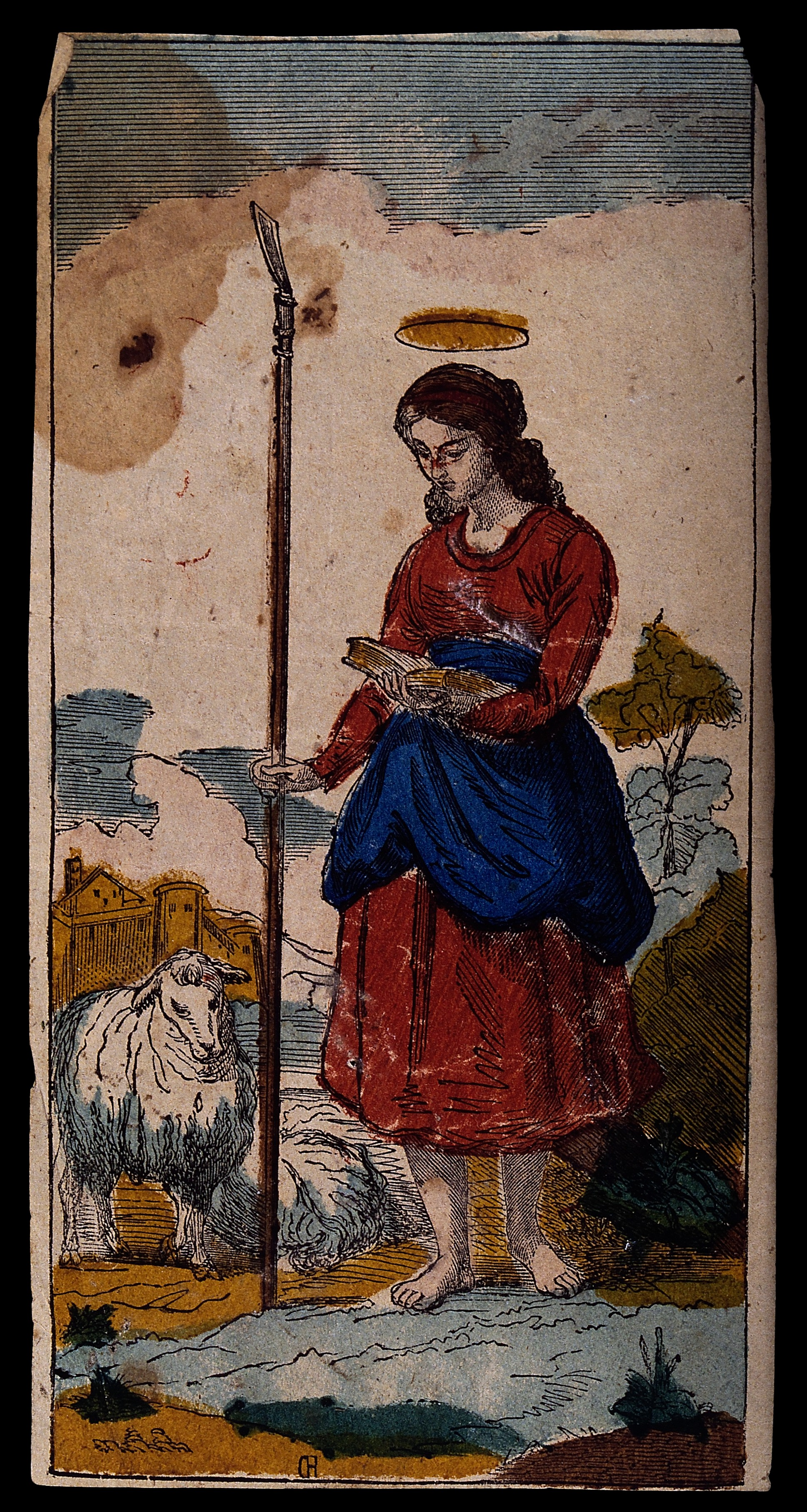
Santa Genoveva en un grabado coloreado del

Hasta el siglo XVI, Santa Genoveva era representada con un vestido de joven noble, sosteniendo en la mano una vela que un demonio intentaba apagar (en recuerdo de la construcción de la primera Basílica de Saint-Denis, la cual ella visitaba de noche con sus acompañantes). 
Otras veces se la representa como una joven pastora rodeada de borregos.